# När natten är som mörkast
När natten är som mörkast är den andra delen i John Marsdens bokserie om ett framtida krig, skildrat genom ungdomar i Australien.
- Originaltitel: The dead of the night
- Utgivningsår: 1994

## Handling
Efter det ganska plötsliga slutet i föregångaren Imorgon när kriget kom där Corrie blev skjuten i ryggen och fördes till sjukhus, blir Australien mer och mer invaderat. De åtta vännerna Ellie, Lee, Homer, Robyn, Fi, Kevin, Corrie och Chris har bildat en gerillagrupp och lever gömda i det så kallade Helvetet. I boken fördjupas också Ellie och Lees kärlek.